# Adam Mayfair

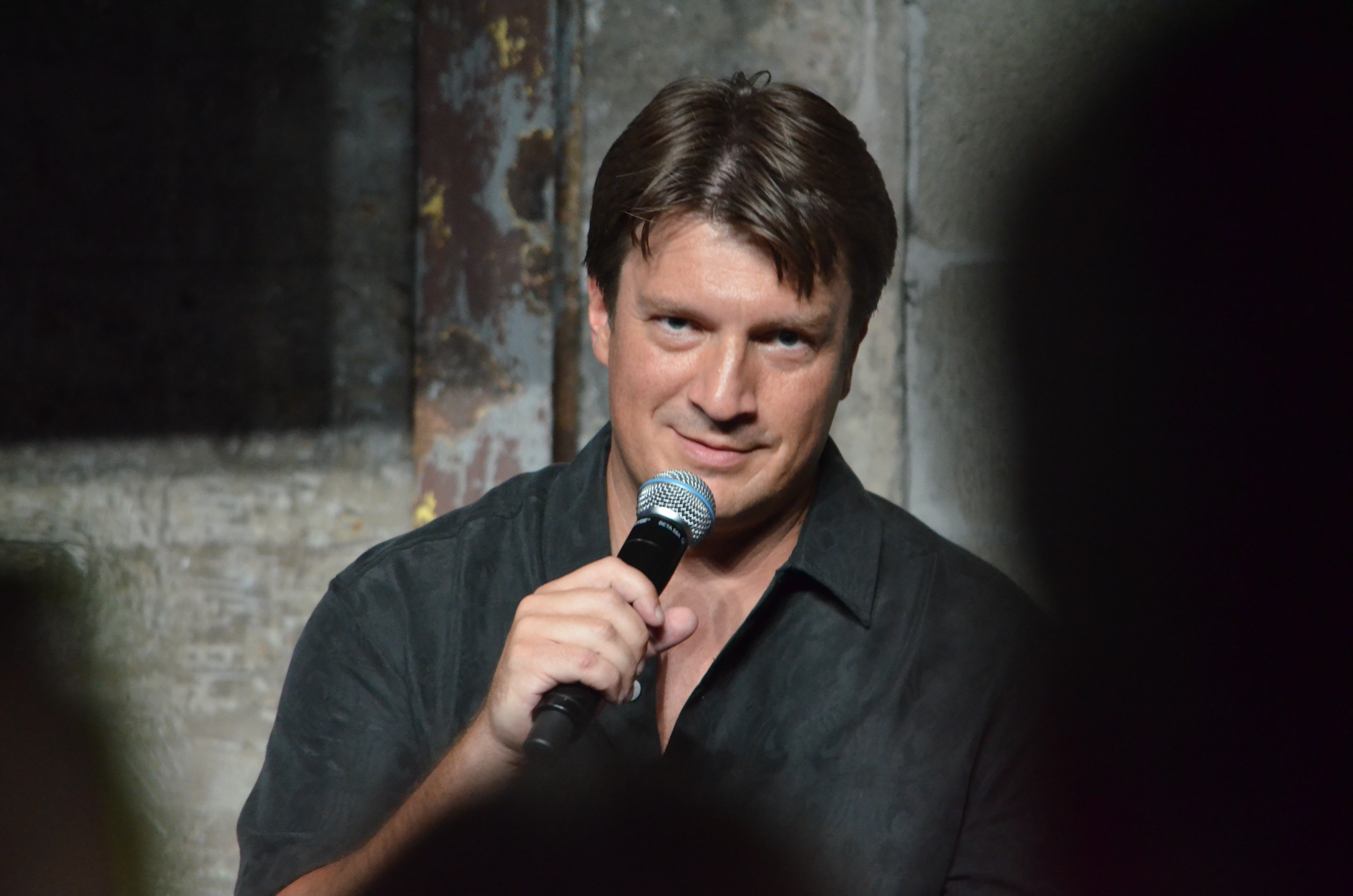
Nathan Fillion

Adam Mayfair is een personage uit de Amerikaanse televisieserie Desperate Housewives, gespeeld door Nathan Fillion.

## Verhaallijn
Adam Mayfair verhuist samen met zijn vrouw Katherine en stiefdochter Dylan in het begin van het vierde seizoen vanuit Chicago naar Wisteria Lane. Hij wordt door Katherine voorgesteld aan de vier buurvrouwen, die net als hij nog alles aan het verhuizen zijn.
Adam is gynaecoloog van beroep: hij is de nieuwe dokter van het lokale ziekenhuis, en wanneer Susan Delfino op onderzoek moet, is ze dan ook heel gegeneerd als blijkt dat haar eigen dokter afwezig is en Adam haar nu moet onderzoeken. Hij ontdekt ook dat Susan zwanger is.
Als Bree Hodge een vork in haar buik krijgt op de barbecue van Katherine, wil Adam Bree onderzoeken. Bree en Orson willen niet dat hun geheim uitkomt, en doen alsof dit een trucje is. Adam heeft wel door dat Bree niet echt zwanger is, want wanneer Danielle echt moet bevallen en Bree aan Adam haar geheim wel moet opbiechten, is hij Bree voor en vraagt of haar geheim iets te maken heeft met haar schijnzwangerschap.
Hij heeft ook een geheim: er is iets gebeurd in Chicago dat hen halsoverkop heeft doen verhuizen naar Wisteria Lane.
Op een dag, als Adam alleen thuis is (Mike is op bezoek), gaat de bel. Voor de deur staat Sylvia, die blijkbaar de reden is van hun plotselinge verhuis van Chicago naar Wisteria Lane. Katherine ziet de dag na het bezoek haar in een auto voor haar huis zitten, en is zo woest dat ze zich durft te vertonen op Wisteria Lane dat ze haar in het gezicht spuwt. Bree ziet dit gebeuren en nodigt Sylvia uit bij haar thuis. Die vertelt haar dat ze een relatie heeft gehad met Adam. Ze kan het bewijzen: hij heeft een tatoeage van een slang op zijn arm. Maar Bree heeft Adam al aan het zwembad gezien en kan zich geen tatoeage herinneren. Ze verdenkt Sylvia ervan een beetje gek te zijn, waarop Sylvia's stoppen doorslaan: ze sluit zich op in Brees kelder en wil er niet uitkomen tot ze met Adam gesproken heeft. Ze haalt Katherine en Adam erbij, die haar proberen te overreden de deur open te doen. Katherine vertelt dan haar verhaal aan Bree: Sylvia was een patiënte van Adam, en Adam had uit vriendelijkheid haar een kusje gegeven. Zij heeft dat verkeerd geïnterpreteerd en dacht dat ze een relatie hadden. Ze heeft hem toen aangeklaagd voor seksuele intimidatie. Dat is ook de reden voor de verhuis naar Wisteria Lane. Sylvia wil van geen wijken weken en blijft in de kelder. Bree, Orson, Katherine en Adam zijn dan verplicht te schuilen voor de tornado in een kast in de gang, waarop er een discussie ontstaat tussen Katherine en Bree: Katherine vindt niet dat Bree zich had moeten inlaten met haar leven. Ze vraagt aan Bree wat Sylvia allemaal verteld heeft. Bree vertelt dan over de tatoeage, waarop Katherine verstijft: Adam had inderdaad een tatoeage van een slang op zijn arm, maar heeft die laten verwijderen. Sylvia had dus inderdaad een relatie met Adam en vertelde de waarheid.
Adam en Katherine worden dan gevraagd om het lijk van Sylvia te gaan identificeren (nog een slachtoffer van de tornado). Katherine eist dat Adam zijn koffers pakt. Hij doet dit, en ontdekt (bij het inpakken) het briefje dat Tante Lilian heeft laten vallen. Hij confronteert Katherine met dat briefje: zij heeft al die tijd hem voorgelogen- want niet Dylans vader maar Katherine heeft iets vreselijk gedaan in het verleden. Hij stapt het af en zegt haar dat haar leugen veel erger is dan zijn leugen over Sylvia.